# Korochi
Korochi è una suddivisione dell'India, classificata come census town, di 18.136 abitanti, situata nel distretto di Kolhapur, nello stato federato del Maharashtra. In base al numero di abitanti la città rientra nella classe IV (da 10.000 a 19.999 persone).

## Geografia fisica
La città è situata a 16° 43' 48 N e 74° 26' 18 E.

## Società

### Evoluzione demografica
Al censimento del 2001 la popolazione di Korochi assommava a 18.136 persone, delle quali 9.647 maschi e 8.489 femmine. I bambini di età inferiore o uguale ai sei anni assommavano a 2.472, dei quali 1.336 maschi e 1.136 femmine. Infine, coloro che erano in grado di saper almeno leggere e scrivere erano 12.460, dei quali 7.371 maschi e 5.089 femmine.